# Мвадзама
Мвадза́ма (англ. Mwadzama) — традиційна громада у складі дистрикту Нхотакота Центрального регіону Малаві.
Населення — 99063 особи (2018).